# Les Agités du bocal
 (signalé en juillet 2025).
Si vous disposez d'ouvrages ou d'articles de référence ou si vous connaissez des sites web de qualité traitant du thème abordé ici, merci de compléter l'article en donnant les références utiles à sa vérifiabilité et en les liant à la section « Notes et références ».
- Archive Wikiwix
- Bing
- Cairn
- DuckDuckGo
- E. Universalis
- Gallica
- Google
- G. Books
- G. News
- G. Scholar
- Persée
- Qwant
- (zh) Baidu
- (ru) Yandex
- (wd) trouver des œuvres sur Wikidata

Les Agités du bocal est une émission de télévision française présentée par Alexis Trégarot et Stéphane Blakowski au ton décalé. Produite par Téléparis et réalisée par Laurent Brun, l'émission de 90 minutes est diffusée sur France 4 de janvier 2007 à décembre 2007 de manière hebdomadaire (diffusion le vendredi à 23 heures et multidiffusion).
Cette émission hebdomadaire présente l'actualité culturelle, médiatique et sportive du moment autour d'un invité. 
Notamment : 
- Ben : conteur de l'émission.
- Sidonie Bonnec : biographie de l'invité de l'émission à base d’informations insolites et décalées.
- Jimmy Destroy : « coach de vie » en milieu audiovisuel.
- Jean-François Kervéan.
- Monsieur Teston : spécialiste en sémiologie, l’étude des signes et des symboles.
- Amelle Chahbi : les reportages du journal télévisé de « Mamz’elle Zouzou ».
- Willy : analyse sur la promo de l’invité.
- Kamel : le magicien.
- Mathieu Madénian : rôle de chauffeur de salle.